# 佐々木武雄
佐々木 武雄（ささき たけお, 1905年3月7日 - 1986年3月20日）は、日本の陸軍軍人。最終階級は予備役大尉。
1945年（昭和20年）8月14日の深夜から15日（日本時間）にかけて日本の降伏に際して発生し未遂に終わった宮城事件に呼応し、出身校である横浜工業専門学校の有志らを募って国民神風隊を編成し、首相官邸と時の内閣総理大臣鈴木貫太郎の私邸などを相次いで焼き討ちにする事件を起こした。事件後は憲兵などの目をかいくぐる逃亡生活を行った末、比較的早い時期に大山 量士（おおやま かずひと）として世に現れる。改名後は「亜細亜友之会」を立ち上げて事務局長および理事長として活躍し、アジア出身の留学生から「オヤジ」として慕われた。

## 生涯

### 前半生
佐々木武雄は1905年に、北海道小樽に生まれる。横浜高等工業学校建築科の第一回生であり、在学中は応援団団長や講演部委員長として活躍した。卒業の頃、佐々木は安部磯雄、片山哲、赤松克麿らの思想に共鳴して社会民衆党に入党、さらに赤松らが社会民衆党を離党して結成した日本国家社会党に参加し、1934年に同党から赤松が抜けて残った小池四郎が愛国政治同盟（後に赤松の日本革新党に合流）に改称すると、佐々木はその青年部隊の隊長となる。その頃には、大川周明、石原莞爾らとも交流関係を持っており、行動右翼の一人として横浜周辺では名が知れた人物であった。
1937年7月、支那事変の勃発とほぼ同時に佐々木は応召、旭川工兵第7大隊に入隊し、北支戦線に派遣され小隊長となる。1941年9月には再び応召し、北千島の幌筵島に北千島要塞工兵隊長として派遣された。太平洋戦争開戦の12月8日頃に大尉に昇進、その後、北部軍司令部付となる。1942年の暮には再度横浜に戻った。
私生活では、1944年4月、母校の初代校長鈴木達治（煙洲）の養女と結婚し、その姻族となっている。佐々木は結婚後間もなく、1944年7月に3度めの召集を受け、豊橋の航空基地設定練習部に入隊し、その後台湾へ派遣される。1945年1月に帰還すると、犬山の航空基地設定練習部の教育隊中隊長となった。7月からは、1945年6月に編成されたばかりの東京防衛軍警備第3旅団に転勤となり、横浜鶴見に所在した旅団司令部残務整理員並農耕隊からなる大隊の指揮官となった。一方で、横浜では横浜工業専門学校の生徒を中心に、鈴木達治を会長とした「必勝懇談会」を結成し、戦意高揚のために盛んな講演活動を行った。後に「必勝懇談会」の有志が佐々木とともに、終戦前後に一瞬とはいえ大いに暴れまわることとなる。

### 事件決行前夜
佐々木は、宮城事件の首謀者の一人である畑中健二少佐とつながりがあった。佐々木は陸軍省にもよく出入りをしており、井田正孝中佐が佐々木と畑中が何かしら対談する姿を目撃している。その過程の中で日本の降伏に関する情報を入手した佐々木は、有志を募って「国民神風隊」を編成し徹底抗戦を訴え出た。畑中は事件に民間テロをも組み入れる腹積もりがあり、歴史学者、現代史家の秦郁彦は畑中から佐々木に情報が伝えられた時期を8月12日ごろと推定している。もっとも、佐々木は奇矯な言動をすることで軍内部では警戒されていた節があり、「国民神風隊」には佐々木の部下の大部分が参加せず農耕隊員や学生が主体として入り、武器も日本刀や拳銃、軽機関銃などといった程度しか手に収めることができなかった。佐々木は後輩を関西方面への連絡のために派遣するなど、畑中らの決起はもう少し先になると予測。「国民神風隊」の当面の目標は首相官邸に定められ、閣議中の鈴木貫太郎内閣の閣僚を皆殺しにする計画が立てられた。しかし、佐々木の知らないところで事態は急変しており、陸軍あげてのクーデター計画は畑中一派の決起にスケールダウンしていた。また、佐々木の予測よりも決起の時期が早まったことにより、佐々木も急遽「国民神風隊」を率いて決起におよぶ羽目となった。決起に関して、事件中枢にあった近衛師団との連携を試みた形跡はない。

### 焼き討ち

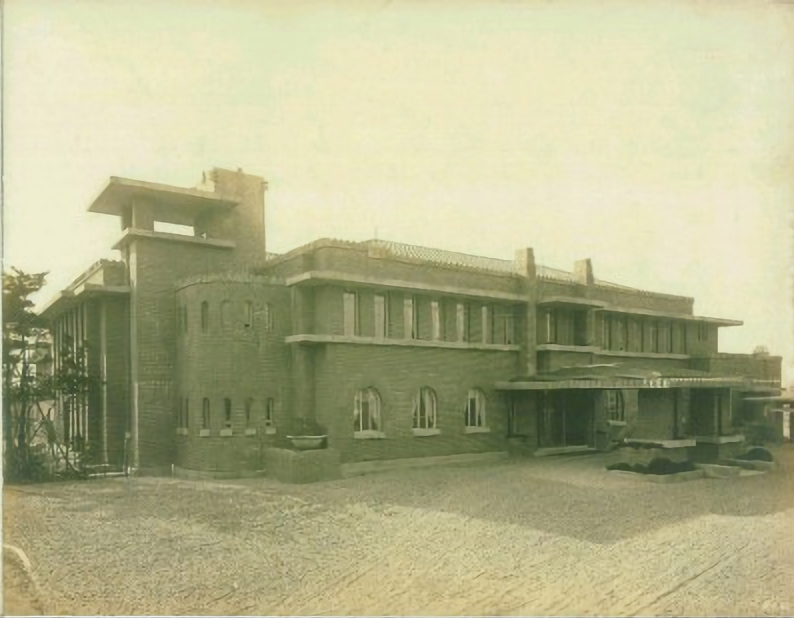
首相官邸（1929年撮影）

日付が8月15日に変わって1時過ぎ、佐々木は「国民神風隊」のうち20名を「東京の戒厳警備」の名目で招集し、自動車3台を連ねて東京に向かう。早まった決起は細かいところで混乱と錯誤を生み出しており、焼き討ちのためにガソリンを持ち出したつもりが、実際には重油を持ち出していた。4時30分ごろに官邸まで約200メートルに達した所で下車し、軽機関銃を発射して官邸内に突入。当時、官邸の警備は薄く内部には留守番役の迫水久常内閣書記官長と、迫水の実弟で内閣嘱託の迫水久良しかいなかったため侵入自体は易々とおこなわれたが、焼き討ちの実行に移るも撒いたのが重油であったため、火が付ききらないうちに消されてしまった。ここで警備の警察官が隊に接近し、鈴木が小石川区丸山町の自宅にいることを隊に教えたため、佐々木は自動車を丸山町の鈴木邸に差し向けることとなった。小径に難渋したものの5時30分ごろに鈴木邸に到着した佐々木らは邸に乱入して鈴木を捜索したが、鈴木は間一髪で逃げたあとだった。鈴木邸を焼失させた後は淀橋区西大久保の枢密院議長平沼騏一郎邸に向かい、7時ごろに到着して平沼邸も焼き討ちにした。次に外務大臣東郷茂徳の邸宅に向かうも、太陽が高く上りつつあったのでいったん鶴見に引き返すこととした。佐々木は厚木航空隊事件に乗っかろうと小園安名海軍大佐との連携を図ったが、すんでのところで憲兵に踏み込まれて有志とともに逮捕される。ところが、終戦の混乱で取り調べどころではなく、佐々木は旅団に引き渡されるも、及川源七陸軍中将邸に入った際に裏口から抜け出して脱走した。宮城事件は失敗に終わり、佐々木の行動だけが「喜劇じみた幕間劇」の観を呈して終わった。

### 逃亡
引き続き憲兵に追われる身となった佐々木は横浜付近を経て勝手知ったる犬山に向かい、犬山では降伏調印式への攻撃の志願者を募ったあと横浜に引き返すが同調者が出なかったので犬山に戻り、9月20日ごろには岐阜県加茂郡富田村近辺に潜伏していた。佐々木は富田村で開拓農業をやろうと試みるも警察に包囲され、すんでのところで逃亡して富山に脱出する。1946年（昭和21年）1月には再び逮捕の手が伸びるがこれも寸前に察知して九州に逃亡した。後年、佐々木が毎日新聞記者、評論家の新名丈夫に語ったところによれば、その後は北海道から八丈島まで無尽に逃げ回り、一時は亡命説まで現れたという。
逃亡中、佐々木は幾度か自首することを考えた。しかし、平沢和重等から説得されることにより、結局、佐々木は地下への潜伏を継続していくことになった。「大山量士」を名乗り始めたのはこの頃のことである。佐々木は神奈川県の大山阿夫利神社にちなみ、「8月15日に死んだつもり」で「大山量士」と改称。以後、「日本再建運動、特に日本民族の世界的使命観の樹立とその実現に向かって」活動を開始していくことになる。

### 「大山量士」として
『日本のいちばん長い日』では、「佐々木は14年間にわたって逃亡していた」ということになっている。刑事訴訟法上の放火罪の法定時効15年に合わせて世に出てきたと半藤一利は説明するが、秦によればこの記述は正しくなく、早くも1949年（昭和24年）には東京に出てきて財団法人を設立し、このころから「大山量士」としての後半生が始まる。次いで1951年（昭和26年）3月23日には有志とともに「亜細亜友之会」を設立して事務局長におさまった。これと相前後して鈴木の長男である鈴木一に面会し、終戦の際の事件を詫びたところ、逆に「あんなことでもしなければ、腰ぬけに思われたでしょう。まあ、いいじゃないですか」と慰められ、逆にこれが縁となって鈴木一は「亜細亜友之会」の活動を支援するようになる。「亜細亜友之会」は設立当初こそ政治運動にかかわったが、年を経てからはアジア諸地域からの留学生の支援に活動の重きを置くようになる。ただし、60年安保のころにはアジアからの留学生らを引き連れて、「新しいアジア」建設を呼びかける運動のために日本一周の活動を行っていたことを元毎日新聞記者の加藤順一が明かしている。「亜細亜友之会」は1962年（昭和37年）に財団法人となり、大山こと佐々木は会の理事長の地位在職のまま1986年（昭和61年）3月20日に80歳で亡くなった。
1967年の映画版『日本のいちばん長い日』では天本英世が佐々木を演じているが、佐々木の有志によれば「大体は映画の通りです。ただ映画の佐々木さんは妖しい眼光を放つ長身のやせた男が演じていますが、実物は小肥りの人でした」と評している。2015年に再度映画化された際には松山ケンイチが演じた。